# Кемниц, Евгений Карлович
Евгений Карлович Кемниц (1833—1871) —  российский педагог, переводчик, публицист; автор ряда энциклопедий и словарей.

## Биография
Евгений Кемниц родился в 1832 году, в городе Чугуеве Харьковской губернии Российской империи в семье капельмейстера уланской дивизии. По слабости здоровья воспитывался дома до 16 лет, а потом в Киевской мужской гимназии, но не окончил курса тоже по болезни. В 1807 году поступил в Императорский Харьковский университет; страшно бедствуя в пору студенчества, Кемниц добывал кусок хлеба переложением нот для шарманки, но это не обеспечивало его существования: он жил в чулане у какого-то солдата, не обедал по целым месяцам и наконец, убедившись в невозможности такого образа жизни, отправился пешком на родину. В 1860 и 1861 гг. слушал лекции в Императорском Санкт-Петербургском университете до его закрытия. Пройдя суровую школу нужды с юных лет, он был человек крепкого нравственного закала, отличался полнейшею независимостью убеждений и готовностью отстаивать их при всевозможных обстоятельствах. 
Живя в совершенном уединении, по своей крайней застенчивости избегая общества людей, он все время отдавался научным и литературным занятиям. С 1862 года принимал деятельное участие в журналах «Учитель» и «Педагогический Сборник, издаваемый при военно-учебных заведениях» (сначала назывался «Журнал для чтения воспитанникам военно-учебных заведений»), поместив в них много замечательных, по глубине мысли и верности оценки, критических и библиографических статей и заметок, а также несколько компилятивных работ, содержащих теоретическую разработку педагогических вопросов и имевших большое значение в свое время. 
Евгений Карлович Кемниц принимал непосредственное участие в составлении «Настольного Словаря» Толя и «Энциклопедического Лексикона» Лаврова. 
Он также перевёл с немецкого языка известный труд Вундта «Душа человека и животных» (1869 год) и ряд других научных работ. 
В 1871 году у Евгения Карловича Кемница сильно развился порок сердца, которым он страдал постоянно и он был на средства Литературного фонда помещен в Мариинскую больницу, где и скончался 16 августа 1871 года. 
Среди его многочисленных статей наиболее известны следующие: «Совет матерям касательно двоякого рода умственных способностей в питомцах»; «Гигиенические условия воспитания»; «Очерки воспитания и обучения с древнейших времен»; «О преподавании истории»; «Обучение французскому языку по методе Магера»; «Умственные упражнения»; «Очерки древнего мира»; в журналах «Учитель» за 1861—1869 гг. и в «Педагогический Сборник» с 1864—1871 гг., напечатано им до 70 рецензий книг.